# Capparis sunbisiniana
Capparis sunbisiniana là một loài thực vật có hoa trong họ Capparaceae. Loài này được M.L. Zhang & G.C. Tucker mô tả khoa học đầu tiên năm 2008.